# Куртеа де Арђеш
Куртеа де Арђеш (рум. Curtea de Argeş) град је у у средишњем делу Румуније, у историјској покрајини Влашка. Куртеа де Арђеш је трећи по важности град у округу Арђеш.
Куртеа де Арђеш према последњем попису из 2002. има 38.209 становника.
Куртеа де Арђеш је један од древних градова и историјских средишта Влашке са више од 20 вредних цркава и манастира.

## Географија
Град Куртеа де Арђеш налази се у северном делу покрајине Влашке, на око 400 m надморске висине, па то је један од виших међу већим градовима Румуније. Град лежи на реци Арђеш, подно Карпата. Од седишта државе, Букурешта, Куртеа де Арђеш је удаљен око 155 km северозападно.

## Историја
Српкиња Милица Басараба или "Деспина Милица", кћерка деспота српског Јована Бранковића, удата за Њагула Бесарабе, подигла је цркву Куртеа де Арђеш, који је данас (1939) румунски краљевски маузолеј. По средњовековном Бистричком летопису: "Да би подигла Куртеа де Арђеш госпођа Деспина продаде све благо српске владарске породице." У манастирској цркви у оквиру зидног живописа је лик српског светитеља Св. цара Лазара. Манастир са црквом је грађен 1517-1526. године, а оправљан је 1886. године. Налази се на три километра изван града.
Митрополит Максим Бранковић је био брат Јована, а синовац деспота Ђорђа. Постао је митрополит влашки и то био до смрти Радуа Великог, када се вратио у Трансилванију, где је владао бојар Михнеа. Седео је на митрополијској столици у том граду 1505-1508. године. По налогу Михнее ишао је 1508. године у дипломатску мисију на угарски двор код краља Владислава II. После успешних преговора није се вратио у Куртеа де Арђеш, где је пре тога био митрополит. Он је 1507. године измирио сукобљене Богдана Слепог молдавског војводу и Раду Великог влашког војводу. Спречио је рат, измирио румунску браћу - Молдавце и Влахе. У Трансилванији је тада живео амбициозни бојар Његоје Бесараба, велики непријатељ Михнеа и претендент за влашки престол. Његоје је 1512. године заиста постао владар Влашке, захваљујући и Србину влашком митрополиту. Дао му је руку своје синовице и са њим учврстио пријатељство. Поново је 1512-1513. године на Угро-Влашком митрополијском престолу.
Године 1916. за град се каже да је то варошица која изузев историјског, други значај нема. Позната је по древној православној цркви ремек-делу византитељског градитељства. Цркву је о свом трошку обновио 1886. године румунски краљ Карољ, у којој је потом и сахрањен.

## Становништво
У односу на попис из 2002, број становника на попису из 2011. се смањио.
| 1966.  | 1977.  | 1992.  | 2002.  | 2011.  |
| ------ | ------ | ------ | ------ | ------ |
| 16.423 | 24.645 | 35.824 | 32.626 | 27.359 |

Румуни чине већину градског становништва, а од мањина присутни су само Роми.

## Галерија
- Црква светог Николе („Принчева црква“)
- Црква Манастира Куртеа де Арђеш
- Осликана црква
- Стара гравира насеља